# Non scholae, sed vitae discimus

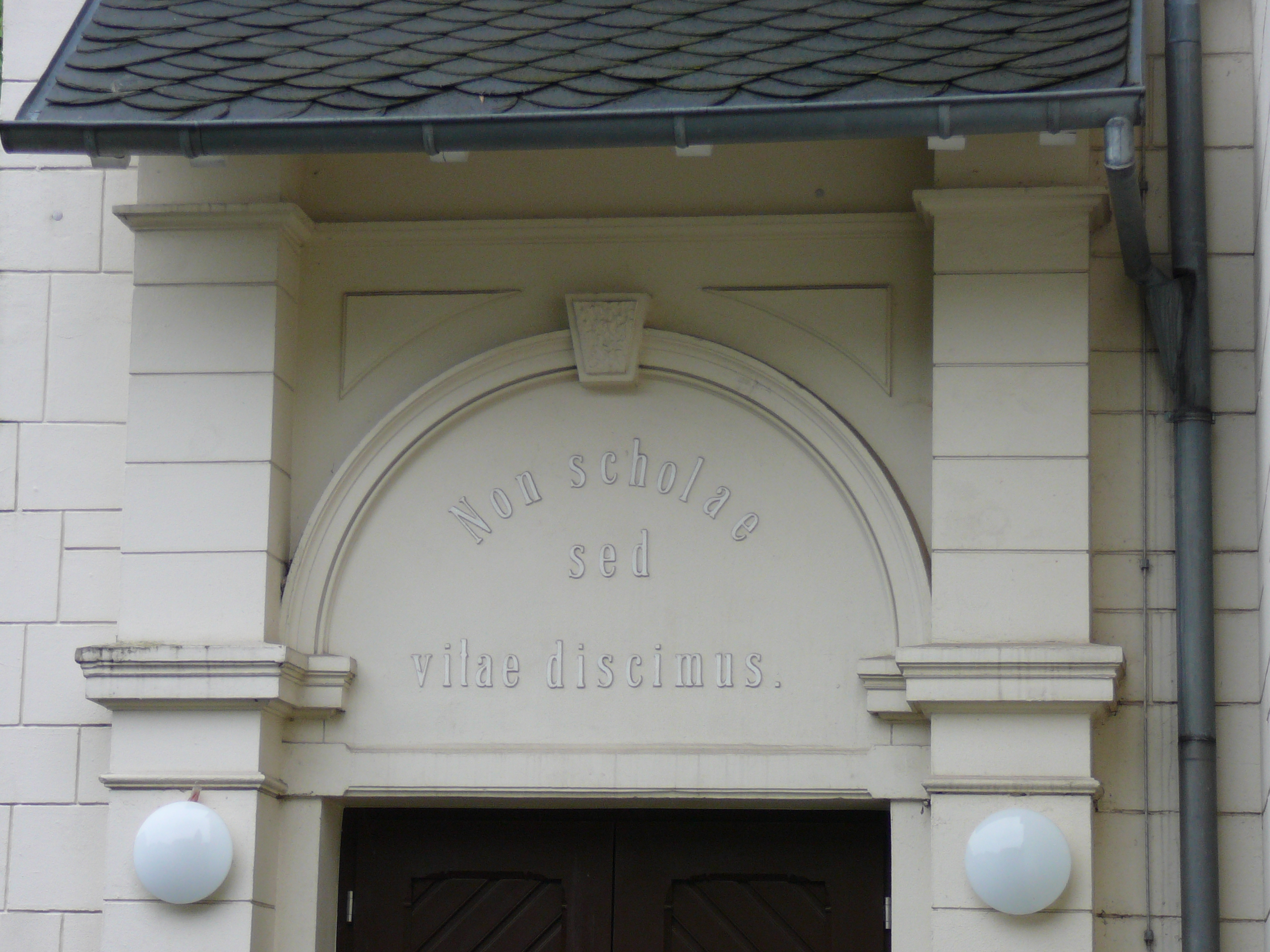
Motto na historycznym budynku szkolnym w Wuppertalu

Non scholae, sed vitae discimus (łac. – nie uczymy się dla szkoły, ale dla życia) – sentencja łacińska oznaczająca, że celem zdobywania wiedzy nie jest zadowolenie nauczyciela lub mocodawcy, ale zaspokojenie potrzeby życiowej. Sentencja ta jest mottem wielu szkół na świecie.
Sentencja jest odwróceniem zdania Seneki: Non vitae, sed scholae discimus (Nie uczymy się dla życia, ale dla szkoły).